# Warmer Damm

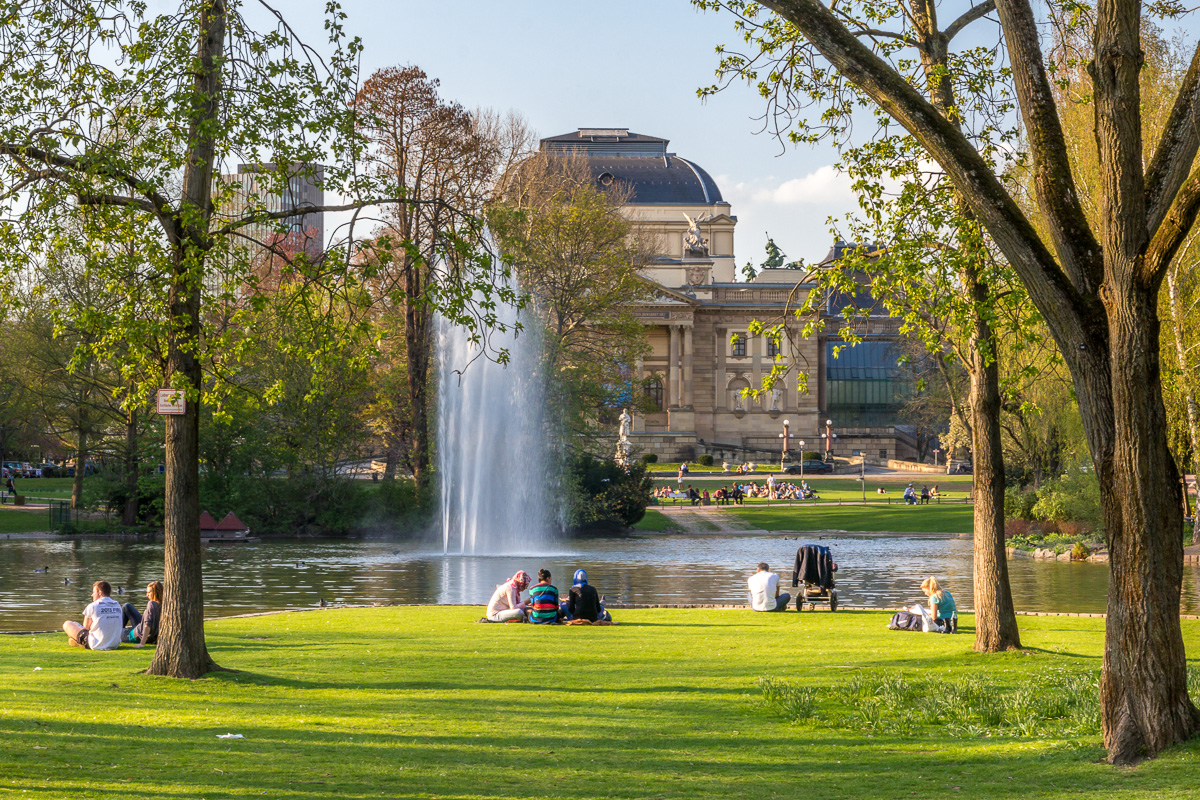
Vue du parc en avril avec au fond le théâtre de Wiesbaden.

Le Warmer Damm (littéralement : étang chaud) est un parc public de Wiesbaden en Allemagne, aménagé entre 1859 et 1860 dans le style d'un jardin paysager à l'anglaise, juste au bord du centre historique de la vieille ville dont le plan est à cinq côtés. Le théâtre de Wiesbaden (ou théâtre hessois) se dresse au nord.
Il est appelé aussi dans les années 1890 le nouveau parc thermal,, mais ne doit pas être confondu avec le parc thermal de Wiesbaden à proximité.

## Description
Le Warmer Damm doit son nom à une partie des remparts de Wiesbaden bordant un étang appelé l'« étang chaud », où se déversaient les eaux thermales, et qui servait de piscine à chevaux. Il faisait partie d'une série de fossés creusés au XVIIe siècle, dans une zone marécageuse, afin de protéger la ville. L'étang est comblé en 1805,. En 1810, la Wilhelmstraße est tracée ; elle traverse l'emplacement de l'ancien étang. Le nom de Warmer Damm est donné à ce parc nouvellement aménagé à partir de 1859 par Carl Friedrich Thelemann, comme extension du parc thermal. Il devient tout de suite un des lieux de promenade favoris de la société élégante et cosmopolite qui fréquentait la ville thermale au XIXe siècle et au début du XXe siècle.

## Agrandissements et transformations

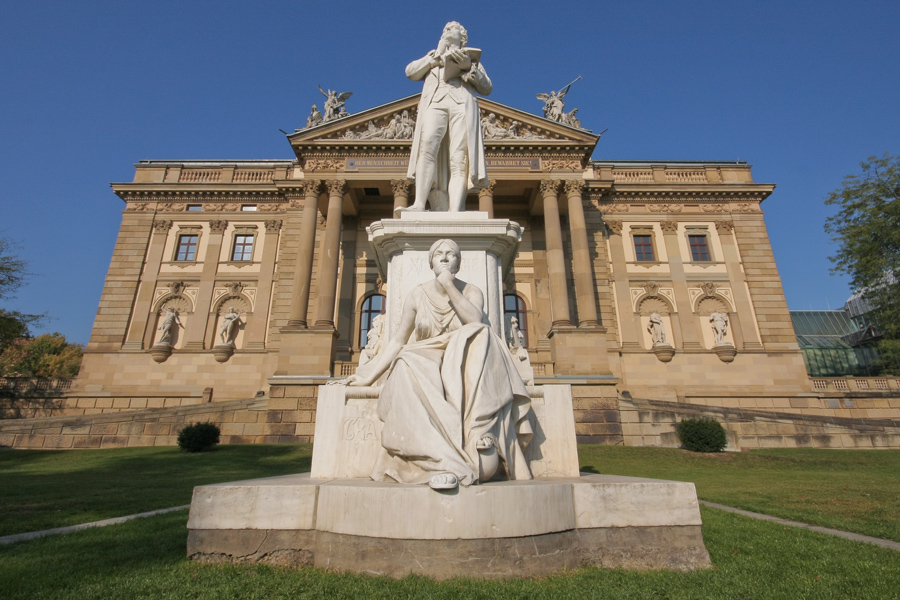
Statue de Schiller devant le théâtre.

En 1879, la fontaine de Guillaume (Wilhelmsbrunnen) est ouverte. Elle reçoit son eau de la source proche de la Kochbrunnen (fontaine d'eau chaude Koch). Elle est supprimée en 1934. Lorsque le théâtre de Wiesbaden est construit (1892-1894) et qu'un parking est aménagé dans les années 1960, le parc perd un quart de sa surface. Une statue érigée en hommage à l'empereur Guillaume Ier, unificateur de l'Empire allemand, est inaugurée en 1894 en présence de son petit-fils Guillaume II. Elle est sculptée par Rafaelo Celai selon des dessins du sculpteur dresdois Johannes Schilling. Une statue de Schiller se dresse depuis 1905 dans l'axe du portail Sud du théâtre. Elle est due à Joseph Uphues, pour le centième anniversaire de la mort du poète. À la fin des années 1920, on installe des terrasses au bord de l'étang, un terrain de jeux et un terrain pour jouer aux échecs.

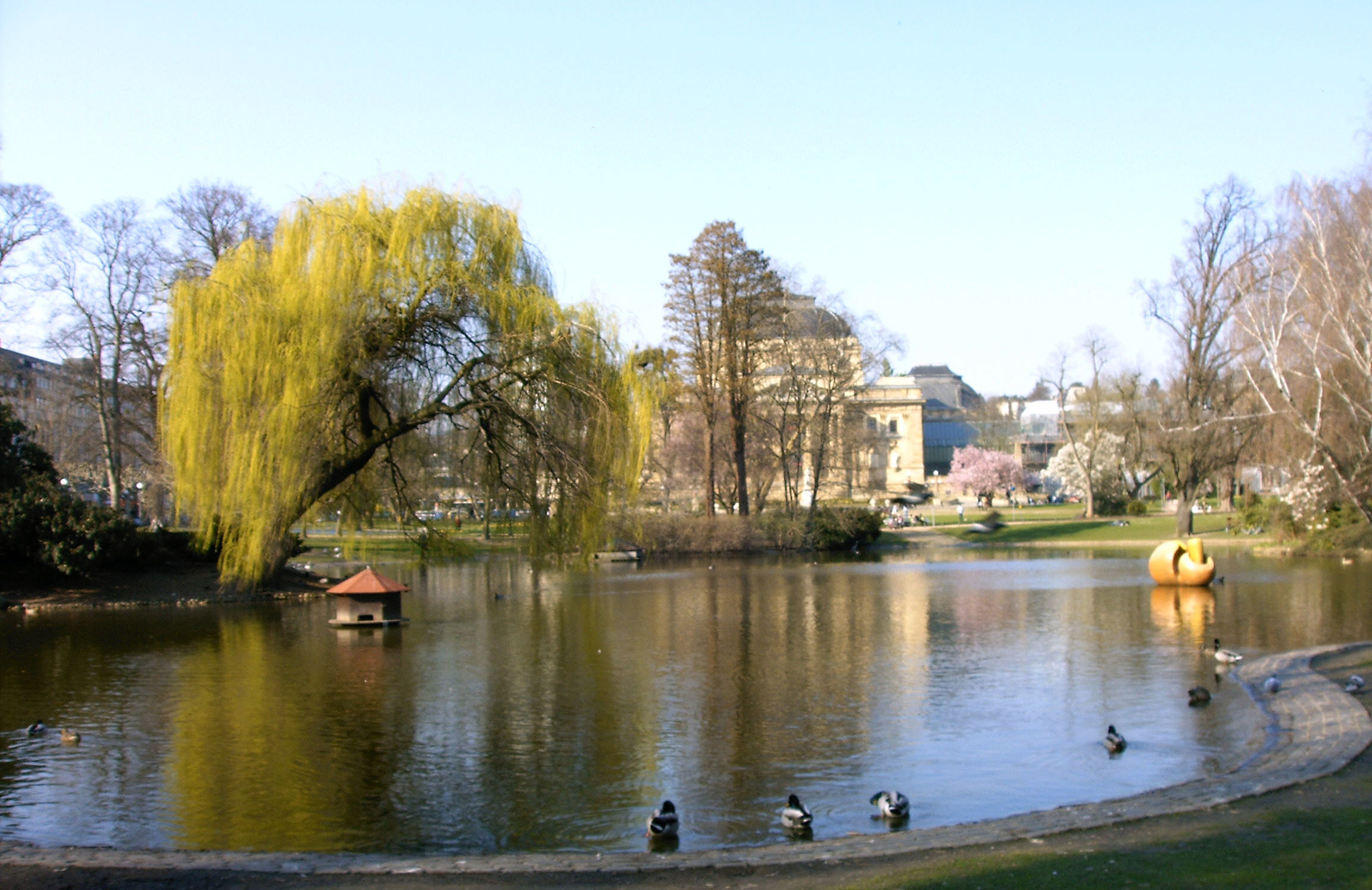
Saule pleureur au bord de l'étang.

## Flore et faune
Sept cents arbres de différentes essences ont été plantés au début ; il en reste plus de deux cents aujourd'hui Parmi les essences remarqables, l'on peut voir des acacias, cognassiers du Japon, arbres aux pagodes, tulipiers, ginkgos, magnolias étoilés et hamamélis, etc. L'étang comprend un jet d'eau depuis 1988 ; il est peuplé de pigeons,  d'ouettes d'Égypte, de canards colverts, de poules d'eau et de quelques hérons cendrés. L'étang est vidangé et nettoyé une fois par an.

## Climat
L'influence des sources chaudes permet au parc d'avoir une quantité considérable de fleurs tôt dans l'année. La pelouse devant le théâtre est un lieu de repos et de flânerie très populaire aux beaux jours. 

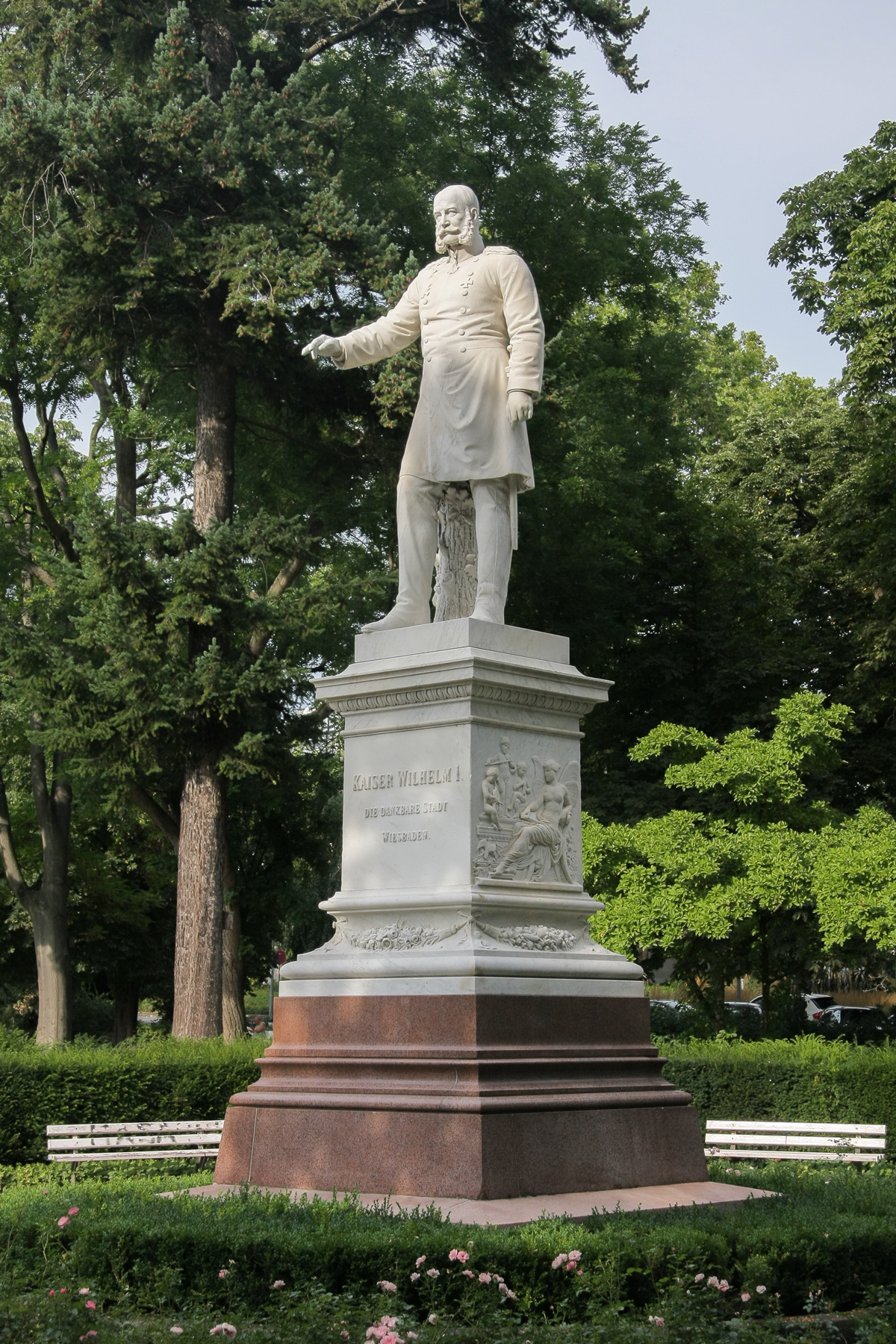
Statue de l'empereur Guillaume Ier.

## Sculptures modernes
Quelques sculptures modernes abstraites ont été installées dans ce parc depuis la fin des années 1980, œuvres par exemple de Ricardo Ugarte de Zubiarraín, France Rotar ou Klaus Simon.

## Situation actuelle
L'ensemble du parc est inscrit à la liste des monuments protégés de la ville. Une thèse de diplôme achevée en 2008 montre que le plan original élaboré par le directeur des jardins Carl Friedrich Thelemann prévoyait une structure plus différenciée du site. L'itinéraire avait été conçu en larges arcs devant couler élégamment autour d'îlots verts et relier toutes les parties harmonieusement les unes avec les autres. Sur les quarante espèces de conifères et de feuillus plantées à l'origine, il n'y en a plus que quinze. Ces dernières années, plusieurs cerisiers à floraison précoce ont été abattus sans que des arbres de même qualité aient été replantés. Les deux grands saules pleureurs de l'étang ont également été enlevés sans remplacement entre 2009 et 2014.
De plus le parc a accueilli des manifestations ou des regroupements festifs de masse qui ont fortement abîmé le terrain. La foule y piétine pendant le festival annuel de juin de la Wilhelmstraße. Les pique-niques d'été dégradent également l'environnement. Tous les ans de fin novembre à début janvier une patinoire  a été installée sur une pelouse jusqu'en 2020.

## Rues et bâtiments adjacents
La large Wilhelmstraße avec son palais du Prince-Héritier (Erbprinzenpalais) s'étend à l'ouest, tandis qu'à l'est s'étend parallèlement la Paulinenstraße qui conduit aux thermes. En face du parc sur cette rue, se trouve la villa Söhnlein-Pabst de style néo-classique. Au sud, c'est la Frankfurter Straße avec la villa Clémentine aux réminiscences pompéiennes. Les immeubles du 2 de la Bierstadter Straße, au sud-est du Warmer Damm abritaient jusqu'en 2003 la chancellerie d'État de Hesse qui a ensuite déménagé à l'ancien hôtel Rose à la Kochbrunnen (fontaine Koch). La chambre des architectes de Hesse a repris l'ancien siège du gouvernement.
Au nord du Warmer Damm, on trouve depuis 1894 le théâtre de Wiesbaden de style néo-renaissance. L'entrée principale se trouve de l'autre côté, donnant sur le Bowling Green.